# Stephanie Garber
Stephenie Garber (8 luglio 1987) è una scrittrice statunitense nota per la serie Caraval.

## Carriera di scrittrice
Stephanie Garber scrisse diversi romanzi e ha ricevuto molti rifiuti finché il suo quarto libro, una space opera, ha catturato l'interesse di un agente letterario . Quando la space opera non riuscì ad avere successo, l'autrice scrisse Caraval . Garber dichiarò che non intendeva che Caraval fosse il primo libro di una serie o che fosse una storia d'amore quando iniziò a scriverlo. Due sequel, Legendary e Finale, completano la trilogia di Caraval.
I suoi libri hanno ricevuto un'accoglienza critica mista. Caraval ha ricevuto una recensione stellata da Publishers Weekly, in cui si afferma che "personaggi intriganti, un'ambientazione fantasiosa e una scrittura evocativa si combinano per creare una storia affascinante di amore, perdita, sacrificio e speranza", mentre Caitlin Paxson di NPR ha scritto che "alla fine, il messaggio di Caraval finisce per risultare confuso." Caraval è stato nell'elenco dei best seller del New York Times per quindici settimane, raggiungendo il numero 2. I diritti cinematografici di Caraval sono stati opzionati dalla Twentieth Century Fox.
Legend (Legendary nell'originale inglese) è stato nella lista dei bestseller del New York Times per otto settimane, raggiungendo il primo posto. Kirkus Reviews ha criticato la "trama debole e la prosa ultravioletta" di Legend, ma lo ha elogiato come "un tour de force di immaginazione". Lo School Library Journal ha scritto: "Sebbene questa seconda puntata non sia autonoma - i lettori dovranno avere familiarità con i personaggi, gli eventi e la costruzione del mondo del libro precedente per comprendere e apprezzare appieno questo - i fan lo faranno saranno felici di trascorrere più tempo con Tella, Dante e Scarlett e di immergersi nuovamente nel magico mondo di Garber".
Il terzo libro della trilogia di Caraval, Finale, è stato recensito da Kirkus come "sovrascritto, con una costruzione del mondo eccessivamente conveniente che fatica quasi quanto la prosa esagerata e la trama contorta".
Il romanzo C'era una volta un cuore spezzato (Once Upon a Broken Heart nell'originale inglese) è stato pubblicato il 28 settembre 2021. Kirkus Reviews ha scritto che si tratta di "una storia scritta in modo lussureggiante con un cuore intrigante". Publishers Weekly ha elogiato la costruzione del mondo del romanzo.
E non vissero per sempre felici (The Ballad of Never After nell'originale inglese) è rimasto nella lista dei bestseller del New York Times per 16 settimane. Kirkus Reviews ha scritto che si tratta di "Una consegna deludente per un secondo volume potenzialmente avvincente".

## Opere

### Trilogia di Caraval
1. Caraval, Rizzoli, 2018, ISBN 9788817105927
2. Legend, Rizzoli, 2019, ISBN 9788858695265
3. Finale, Rizzoli, 2020, ISBN 9788817149990

- Spectacular (una novella), Rizzoli, 2024, ISBN 9788817189194

### Trilogia di C'era una volta il cuore spezzato
Questa saga è ambientata nello stesso universo della trilogia di Caraval .
1. C'era una volta un cuore spezzato, Rizzoli, 2022. ISBN 978-8817163217
2. E non vissero per sempre felici e contenti, Rizzoli, 2023. ISBN 978-8817178396
3. La maledizione del vero amore, Rizzoli, 2024. ISBN 978-8817186612